# Khalouia
Khalouia (em árabe: خلوية) é uma cidade e comuna localizada na província de Mascara, Argélia. Segundo o censo de 2008, a população total da cidade era de 6 159 habitantes.